# 瑞典挪威航空
瑞典挪威航空（英語：Norwegian Air Sweden）是瑞典的低成本航空公司，營運基地設於斯德哥爾摩-阿蘭達機場，於2018年成立，為挪威穿梭航空的子公司。
截至2019年4月，瑞典挪威航空之機隊有4架客機。

## 外部連結
- 官方網站 （页面存档备份，存于）（英文）